# Ouverture su temi ebraici
L'Ouverture su temi ebraici è una composizione per orchestra da camera di Sergej Sergeevič Prokof'ev scritta nel 1919. Nel 1934 il musicista ne realizzò una versione per orchestra.

## Storia
Nel 1918, a ventisette anni, Prokof'ev lasciò temporaneamente la Russia e iniziò a viaggiare, inizialmente in Europa e poi in America. Arrivato negli Stati Uniti si esibì con successo come pianista prima a New York e poi in altre città. Dopo aver siglato un contratto con Cleofonte Campanini per la produzione della sua nuova opera L'amore delle tre melarance, nel mese di ottobre venne contattato dall'Ensemble Ziro, un gruppo di musicisti da camera che, con una tournée nelle città americane, cercava di raccogliere fondi con lo scopo di realizzare un Conservatorio a Gerusalemme. Alcuni dei sei componenti del gruppo, che erano ebrei russi, erano stati compagni di studi di Prokof'ev a San Pietroburgo; gli consegnarono un fascicolo di melodie ebraiche, chiedendogli di realizzare una suite utilizzando uno o più temi della raccolta. Inizialmente il compositore non si mostrò interessato, anche perché voleva, per principio, usare solo le proprie idee musicali; dopo alcuni mesi riprese l'album per curiosità ed esaminando i brani scoprì del materiale interessante. Dopo aver iniziato a improvvisare su alcune delle melodie al pianoforte, in pochissimi giorni scrisse una partitura per clarinetto, pianoforte e quartetto d'archi. L'Ouverture venne eseguita la prima volta al Bohemian Club di New York il 2 febbraio 1920 con Prokof'ev come pianista, riscuotendo un buon successo di pubblico; fu l'ultima esecuzione del compositore negli Stati Uniti, infatti con la morte di Campanini il progetto della nuova opera era stato accantonato; inoltre il musicista, ormai non più ben visto dall'ambiente musicale americano, non aveva più ricevuto alcuna proposta per dei concerti.

## Analisi
Non vi è alcuna certezza sull'origine dei temi utilizzati da Prokof'ev nel brano; è stato messo in dubbio che si tratti di autentici motivi ebraici come invece scrisse il musicista nella sua autobiografia. Comunque sia, vista la grande capacità del compositore di far suo ogni tipo di linguaggio musicale, il risultato è di notevole fattura.
La tonalità di Do minore conferisce ai due temi, espressi dal clarinetto e dal violoncello, la giusta atmosfera nostalgica. I due motivi, entrambi belli e caratteristici, sembrano inseguirsi e contrastarsi conferendo al brano una certa irrequietezza e maliconia. Gli altri strumenti ripresentano successivamente i due temi, sempre con grande equilibrio. La prima melodia, che ha come indicazione Un poco allegro, è ritmata ed evocativa e segue le caratteristiche del genere klezmer. La seconda, indicata con Più mosso, è affidata al violoncello e ripresa subito dopo dal primo violino e ha caratteristiche intensamente nostalgiche.
Prokof'ev però non fu soddisfatto del suo lavoro; pensava che l'unica parte accettabile fosse il finale, probabilmente perché certamente di sua ideazione. Nel 1934 considerò però l'idea di realizzare una versione per orchestra sinfonica, mantenendo tutte le particolarità che vi erano nell'originale cameristico. Anche in questa nuova versione il clarinetto introduce per primo il motivo più caratteristico; gli altri fiati che si aggiungono intensificano il colore del brano. Il secondo tema viene ampliato dall'orchestra nella sua connotazione struggente fino al finale febbrile e accelerato.

## Organico della versione per orchestra
Due flauti, due oboi, due clarinetti, due fagotti, due corni, due trombe, grancassa, pianoforte, archi